# Enric del Palatinat
Enric del Palatinat (en alemany: Heinrich von der Pfalz; en neerlandès: Hendrik van de Palts o Hendrik van Beieren) (Heidelberg, 15 de febrer de 1487 - Ladenburg, 2 de gener de 1552) fou bisbe electe d'Utrecht entre 1524 i 1529; bisbe de Worms entre 1523 i 1552 i de Freising de 1541 a 1552.

## Història
Enric era descendent de la casa de Wittelsbach i fill de l'elector Felip del Palatinat i germà del també elector Lluís V del Palatinat. Va ser bisbe d'Utrecht elegit pels capítols de la catedral. Tanmateix, no va tenir el suport de l'emperador Carles V ni del Duc Carles de Gueldre, que li van fer la vida impossible. La resistència dels ciutadans d'Utrecht va arribar fins al punt d'invitar les tropes de Gueldre a ocupar la ciutat, Enric no va tenir més remei que cercar ajut en els Habsburg, aquests van restaurar ràpidament l'ordre, però a canvi, el bisbe va haver de renunciar a les terres controlades pel bisbat. Aquesta renúncia va ser confirmada en el Tractat de Schoonhoven el 15 de novembre de 1527, i el 21 d'octubre de 1528 el bisbe Enric va jurar lleialtat a Carles V. Aquest va ser el final del bisbat d'Utrecht com a poder territorial. L'agost de 1529 el papa Climent VII va donar el poder per a la transferència de les terres i Enric va renunciar com a bisbe d'Utrecht per centrar-se en el bisbat de Worms del que havia estat nomenat bisbe des de 1523, va restaurar la residència d'estiu del bisbe a Dirmstein que havia estat desmantellada durant la Guerra dels camperols de 1525.